# 요시키촌
요시키촌(吉敷村)은 야마구치현 요시키군에 설치되었던 촌이다. 현재의 야마구치시에 해당한다.

## 역사
- 1889년 4월 1일 - 정촌제 시행에 의해 요시키군 요시키촌이 성립하였다.
- 1929년 4월 10일 - 야마구치정과 합병해 새로운 야마구치시가 성립하였다.

## 현재
구 요시키촌 지역이 야마구치시 서부의 한 구역(요시시키 지구)이 되고 있다. 야마구치 시가지와 가깝고 국도 제9호선, 국도 제435호 등 교통이 편리하여 최근 택지화가 진행되고 있다.

## 참고문헌
- 『大日本篤農家名鑑』大日本篤農家名鑑編纂所、1910年。